# Sunčac
Sunčac (lat. Fumana), biljni rod  iz porodice bušinovki čijih je 20 vrsta rasprostranjeno po Mediteranu, jugoistočnoj Europi, jugozapadnoj Aziji, Krimu i Kavkazu (3)..
U Hrvatskoj se rod zastupljen od 7 vrsta

## Vrste
1. Fumana aciphylla Boiss.
2. Fumana arabica (L.) Spach, arapski sunčac
3. Fumana bonapartei Maire & Petitm.
4. Fumana ericifolia Wallr., vrijesolisni sunčac
5. Fumana ericoides (Cav.) Gand.
6. Fumana fontanesii Clauson ex omel
7. Fumana fontqueri Güemes
8. Fumana grandiflora Jaub. & Spach
9. Fumana hispidula Loscos & J.Pardo
10. Fumana juniperina (Lag. ex Dunal) Pau
11. Fumana lacidulemiensis Güemes
12. Fumana laevipes (L.) Spach,  glatkonogi sunčac
13. Fumana laevis (Cav.) Pau, glatki sunčac
14. Fumana oligosperma Boiss. & Kotschy
15. Fumana paphlagonica Bornm. & Janch.
16. Fumana paradoxa Heywood
17. Fumana procumbens (Dunal) Gren. & Godr., obični sunčac
18. Fumana scoparia Pomel, metličasti sunčac
19. Fumana thymifolia (L.) Spach ex Webb, sredozemni sunčac
20. Fumana trisperma Hub.-Mor. & Reese
21. Fumana ×heywoodii Rivas Mart., A.Asensi, Molero Mesa & F.Valle
22. Fumana ×neverensis Pérez Dacosta
23. Fumana ×quartensis Pérez Dacosta & Mateo
24. Fumana ×saguntina Pérez Dacosta
25. Fumana ×vilanovensis Pérez Dacosta
26. Fumana ×zafrensis Pérez Dacosta & Mateo